# Registro aeronautico italiano
Il Registro aeronautico italiano (RAI) era un ente di diritto pubblico italiano, per il controllo delle costruzioni, riparazioni e della gestione tecnica degli aeromobili civili immatricolati in Italia, attivo dal 1938 al 1997.

## Storia
Dal Registro italiano navale fu costituito, ed eretto in ente morale con il r. decr. 9 giugno 1921, n. 898, il "Registro italiano navale e aeronautico" (R.I.N.A.), per aggiungere il servizio di classificazione degli aeromobili destinati al servizio civile. 
Dal 24 novembre 1938, con il R.D.L. 24/11/1938 n.1912, è stato istituito separatamente il "Registro aeronautico italiano" per l'attività di verifica sugli aeromobili, mettendolo alle dipendenze dell'allora Ministero dell’Aeronautica.
Dal 1938 al 1944 il Presidente fu Giulio Costanzi. Con la nascita della Repubblica Italiana nel 1946, fu posto sotto la sorveglianza del Ministero dei trasporti e dell'aviazione civile.
È stato inglobato nell'Ente nazionale aviazione civile (ENAC), istituito con il D. Lgs. 25 luglio 1997, n. 250 (pubblicato nella Gazz. Uff. 31 luglio 1997, n. 177.) che ha più ampie mansioni.

## Organizzazione
L'ente era diretto da un consiglio di amministrazione composto, oltre che dal presidente dell'Istituto, da rappresentanti delle imprese di trasporto aereo e di costruzioni aeronautiche, dei ministeri delle Infrastrutture e dei Trasporti e della Difesa, del Consiglio di Stato, del Consorzio di assicurazioni aeronautiche, dell'Ente nazionale gente dell'aria e del personale dell'Istituto,  
Il Registro Aeronautico Italiano era costituito da una direzione generale, con sede a Roma, e direzioni territoriali a Torino, Milano, Venezia, Roma e Napoli.